# Thomas Robert Malthus
Reverend Thomas Robert Malthus (13. února 1766, Rookery u Dorkingu, Surrey – 23. prosince 1834, Bath) byl anglický ekonom a anglikánský pastor, který se nejvíce proslavil svou teorií o růstu populace, jež se po něm nazývá malthusiánství nebo malthusianismus. Lze jej počítat mezi představitele klasické politické ekonomie. Pohledem marxistické ekonomie byl jedním ze zakladatelů „buržoazní vulgární politické ekonomie“. V roce 1805 byl jmenován profesorem dějin a politické ekonomie na koleji Východoindické společnosti v Haileybury.
V roce 1798 vydal anonymně spis Esej o principu populace. V roce 1803 vydal rozsáhlejší druhé vydání, které podávalo vysvětlení jeho populační teorie. Přednesl tezi, že příčinou bídy (v tehdejší Anglii rostla nezaměstnanost) jsou lidské pudy (potravní a rozmnožovací). Lidstvo nemá neomezené možnosti, ale naopak je spoutáno populačním zákonem. Podmínky obživy rostou lineárně (aritmeticky), zatímco populace roste geometricky. Byl proto nazýván ekonomem ponuré budoucnosti.
Odmítal sociální zákonodárství (návrhy tehdejších kritiků kapitalismu). V teorii hodnoty reaguje na růst vlivu kapitálu a tvrdí, že hodnota nemůže být závislá pouze na velikosti práce, neboť současně je vynakládán i kapitál. Mzda i zisk vstupují do nákladů.
Součástí teorie byly i klesající výnosy v zemědělství – množství zemědělské půdy je omezené a proto dodatečné vklady kapitálu a práce do půdy podléhají působení zákona klesajících výnosů.

## Dílo

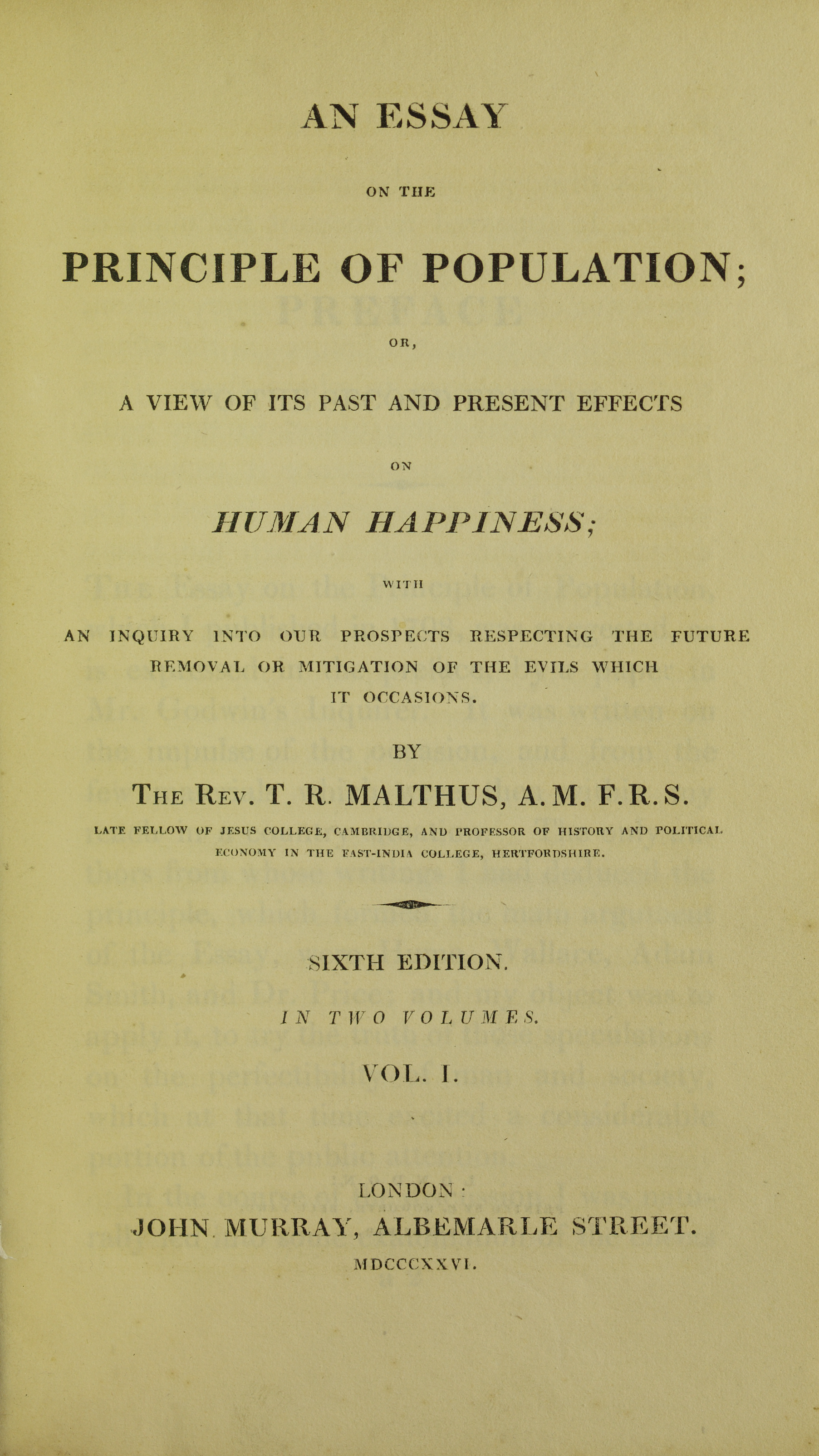
Essay on the principle of population, 1826

- 1798: An Essay on the Principle of Population, as it affects the future improvement of society with remarks on the speculations of Mr. Godwin, M. Condorcet, and other writers, publikováno anonymně
- 1803 vyšlo podstatně rozšířené druhé vydání pod názvem An essay on the Principle of Population; or, a view of its past and present effects on human happiness; with an enquiry into our prospects respecting the future removal or mitigation of the evils which it occasions a bylo odhaleno jeho autorství, v roce 1826 vyšlo 6. vydání.
  - Český překlad vyšel v roce 2002: Malthus, Thomas Robert: Esej o principu populace, přel. Ivo Šebestík, Brno 2002. ISBN 80-85436-80-9.